# Veldcapaciteit

Waterspanningscurve van zand (Ss), silt (Uu), siltige leem (Lu) en klei (Tt). Relatie tussen watergehalte uitgedrukt in cm^{3} per cm^{3} grond en bodemwaterpotentiaal in hPa.

De veldcapaciteit, afgekort als VC, is de hoeveelheid water, die een verzadigde bodem na 2 à 3 dagen tegen de zwaartekracht in nog kan vasthouden. De veldcapaciteit wordt in bodems in Centraal-Europa meestal in maart/april bereikt.
In het bijzonder speelt de veldcapaciteit een belangrijke rol in de akker-, tuin- en bosbouw in het verband met de waterverzorging van het gewas. Deze bepaalt de beschikbaarheid voor de plant van in water oplosbare voedingsstoffen, de uitspoeling van voedingsstoffen en de beregening.
Omdat de ontwatering van een bodem sterk afhankelijk is van onder andere de gelaagdheid van de bodem, is er een laboratoriumtechniek ontwikkeld voor het vaststellen van de veldcapaciteit bij bodems die niet door het grondwater beïnvloed worden. Aan ongeroerde grondmonsters wordt in het laboratorium een waterkolom van 100 cm gehangen en na ongeveer een week wordt het vochtgehalte van de grondmonsters bepaald. Hiervoor worden de monsters gedurende 24 uur gedroogd bij 105 °C. De veldcapaciteit is dan de hoeveelheid water bij een bodemwaterspanning van 1,8 (zand) - 2,5 (klei) pF. De pF is de logaritme met grondtal 10 van de zuigspanning uitgedrukt in cm water (bij een zuigspanning van 100 cm water is de pF 2 of 0,1 atm).
Als de veldcapaciteit bereikt is, is de bodem nog niet geheel met water verzadigd. In de grote en middelgrote poriën zit nog lucht. Bij neerslag kan de bodem dus meer water bevatten dan bij veldcapaciteit. De veldcapaciteit is afhankelijk van de verdeling van de poriëngrootte. Poriën met een doorsnede groter dan 10 µm kunnen via capillaire werking geen water vasthouden. Het water in poriën kleiner dan 0,2 µm is niet voor planten beschikbaar, omdat de adhesie te sterk is.
Het deel van de VC dat voor plantenwortels beschikbaar is, is de beschikbare veldcapaciteit (bVC) vaak bodemwatervoorraad genoemd. (NB = niet beschikbare water in poriën < 0,2 µm) 
{\displaystyle bVC=VC-NB}.
De waarde wordt of als procentueel aandeel van het volume [Vol.-%] weergegeven of betrokken op een bepaalde bodemdikte [mm/dm].
De hoeveelheid water die in een bodem voor planten beschikbaar is tussen de veldcapaciteit en het verwelkingspunt hangt hoofdzakelijk af van het humusgehalte en de korrelgrootteverdeling in de bodem.